# Ари Торгилсон
Ари Торгилсон (на исландски Ari fróði Þorgilsson, в превод Ari значи „орел“, а fróðr – „мъдър“) е знаменит исландски хронист. Роден през 1067/1068 г. и починал на 9 ноември 1148 г.
В Книга за заселването на Исландия се съобщава, че Ари произхождал от благородна фамилия като сагата изрежда 8 поколения назад негови предци, от които 5 поколения са родени в Исландия, дори 2 от тях - още в езическия период. Неговият баща Торгилс е четвъртият съпруг на известната Гудрун Освиврсдотир, героиня в Сага за хората от Долината на сьомгата, но тъй като техният брак е бил късен, Гудрун не е била негова рождена баба.
След като баща му се удавя, Ари е отглеждан при роднини, а на 7-годишна възраст е даден за обучение при скалда Харар. По-късно получава духовно образование в двора на епископа на Исландия. Бил е свещеник. Бил е женен и е имал син и дъщеря.

## Творчество
Ари Торгилсон е автор на Книга за исландците (Íslendingabók), в която излага основните събития в историята на страната от заселването до смъртта на епископ Гисур през 1118 г. Също така написва Книга за заселването на Исландия (Landnámabók) и „Животът на Снори Годи“. Ари е пишел на староисландски език, а не на латински, и бил първият, който в своите съчинения дал на исландците чувство за етническо и историческо самосъзнание. Неговата „Книга за исландците“ е въобще първият известен писмен труд на исландски език. На сведенията, които той дава, по-късно се позовават Снори Стурлусон и други исландски историци. Като цяло данните, които съвременните учени имат за ранния период на Исландия, се дължат именно на трудовете на Ари Торгилсон.